# 15 de septiembre
El 15 de septiembre es el 258.º (ducentésimo quincuagésimo octavo) día del año ―el 259.º (ducentésimo quincuagésimo noveno) en los años bisiestos― en el calendario gregoriano. Quedan 107 días para finalizar el año.

## Acontecimientos
- 800: primera mención del término «Castilla» en un documento apócrifo del hoy desaparecido monasterio de San Emeterio de Taranco de Mena.
- 994: victoria fatimí sobre el Imperio Bizantino en la Batalla de Orontes.
- 1440: Gilles de Rais, uno de los primeros asesinos en serie conocidos, es detenido tras una acusación presentada contra él por Jean de Malestroit, obispo de Nantes.
- 1530: En Soriano Cálabro (región de Calabria), un capellán afirma que la Virgen María, María Magdalena y Santa Catalina le entregaron un retrato de Santo Domingo de Guzmán (creador de la orden dominica).
- 1556: partiendo de Flesinga, el ex emperador del Sacro Imperio Romano Germánico Carlos V regresa a España.
- 1714: El Consejo de Ciento de Barcelona, la institución de autogobierno municipal, es abolida tras la entrada del duque de Berwick en la ciudad.[1]
- 1762: Batalla de Signal Hill, en el marco de la Guerra de los siete años, con la que los británicos consiguieron que Francia les entregara la región de San Juan de Terranova.
- 1808: en Nueva España (actual México) se ejecuta un Proceso de Independencia y Liberación Anticolonial contra el virrey José de Iturrigaray, quien apoyaba a la Junta de México, de tendencia liberal.
- 1817: en Venezuela, el general Simón Bolívar ordena, mediante decreto, la incorporación de la provincia de Guayana a la causa de la independencia.

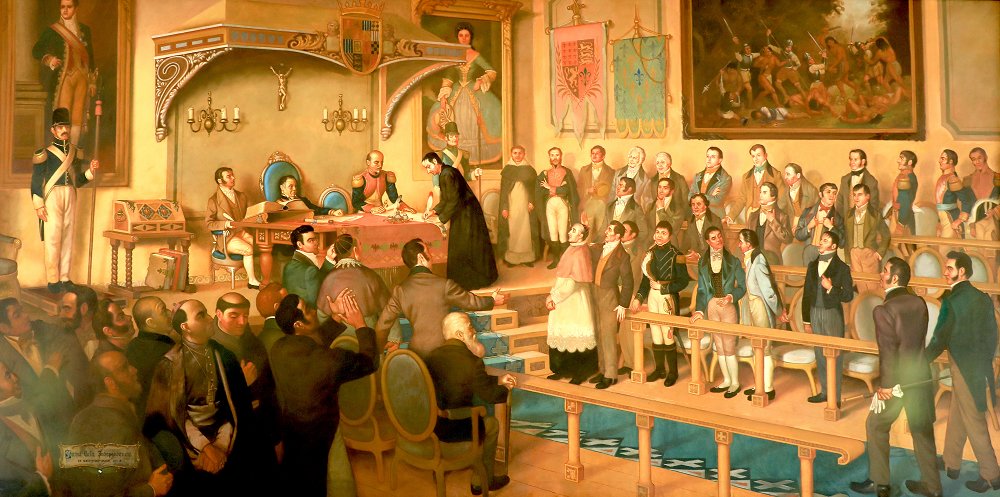
Firma del Acta de Independencia de Centroamérica.

- 1821: en Guatemala se firma el Acta de Independencia de la Capitanía General de Guatemala, ocasión que es celebrada por los Estados de Guatemala, El Salvador, Honduras, Nicaragua y Costa Rica como la Independencia de Centroamérica.
- 1822: en Chile, Ramón Freire (Director Supremo de Chile) firma en el mismo decreto en que se abole la esclavitud la prohibición definitiva de corridas de toros y las peleas de gallos en Chile por ser prácticas que atentaban contra la Ilustración, la cultura y ser impropias de la civilización.[cita requerida]
- 1829: en México, el presidente Vicente Guerrero expide un decreto aboliendo cualquier forma de esclavitud en el territorio mexicano.
- 1849 (fecha aproximada): en Holchén (península de Yucatán) ―en el marco de la Guerra de Castas (de los mayas contra los blancos)― el líder indígena maya Jacinto Pat es asesinado por sus compañeros.
- 1854: en el Teatro Santa Anna, después llamado Teatro de la República (en Ciudad de México), se canta por primera vez el Himno nacional mexicano. Es cantado por Enriqueta Sotang. La letra es de Francisco González Bocanegra y la música de Jaime Nunó.
- 1876: en Argentina inicia su publicación The Buenos Aires Herald.
- 1879: en San Salvador, ciudad capital de El Salvador, es cantado por primera vez en una ceremonia oficial el actual Himno Nacional de ese país.
- 1897: las fuerzas revolucionarias proclaman su victoria sobre las fuerzas militares y las autoridades quetzaltecas desconocen al gobierno del presidente José María Reina Barrios. Posteriormente los revolucionarios tomaron Ocós, Colomba Costa Cuca y Coatepeque, y así declarar al Estado de Los Altos Libre Soberano e Independiente.
- 1898: en el municipio de Tecalitlán (México), el joven Gaspar Vargas López (1880-1969) funda el Mariachi Vargas.
- 1903: en Porto Alegre (Brasil) se funda el Grêmio de Football Portoalegrense.
- 1910: en Pachuca de Soto se inaugura la torre del centenario conocida como Reloj Monumental para conmemorar el centenario de la Independencia de México
- 1933: a 400 km al noroeste de Asunción (Paraguay) ―en el marco de la guerra del Chaco―, una división paraguaya logra cercar y rendir a dos regimientos bolivianos. Termina así la batalla de Campo Grande, que había comenzado el 30 de agosto.
- 1935: en Alemania, las leyes de Núremberg privan a los judíos de la ciudadanía alemana.
- 1936: en Medellín (Colombia) se funda la Universidad Católica Bolivariana, que en 1945 tomó el nombre de Universidad Pontificia Bolivariana.
- 1943: en Italia, Benito Mussolini anuncia la creación del Partido Fascista.
- 1946: Bulgaria se convierte en República Popular.
- 1950: en Colombia sale al aire la emisora cultural HJCK.
- 1960: en la villa cubana de Palma de La Cruz (provincia de Oriente), un grupo de terroristas ―en el marco de los ataques organizados por la CIA estadounidense― asesinan a Ricardo González Miranda, maestro voluntario de la Campaña Nacional de Alfabetización.[2]
- 1961: En EE. UU., el Senado y la Cámara de Representantes resuelven que el Congreso reconozca a Uncle Sam Wilson de Troy, Nueva York, como el padre del símbolo nacional de los Estados Unidos, el Tío Sam.
- 1961: en un pozo artificial, a 402 metros bajo tierra, en el Sitio de pruebas atómicas de Nevada (a unos 100 km al noroeste de la ciudad de Las Vegas), a las 9:00 (hora local) Estados Unidos detona su bomba atómica, Antler, de 2.6 kilotones. Es la bomba n.º 197 de las 1132 que detonó Estados Unidos entre 1945 y 1992.
- 1967: en un pozo artificial, a 241 m bajo tierra, en el área de pruebas atómicas de Nevada, a las 9:30 (hora local), Estados Unidos detona su bomba atómica n.º 520, Gilroy, de 19 kilotones.
- 1975: en Santiago de Chile se inaugura el primer tramo de la Línea 1 del Metro de Santiago.
- 1976: la Unión Soviética lanza la nave espacial Soyuz 22.
- 1977: se publica el libro El Silmarillion, de J. R. R. Tolkien.
- 1981: Vanuatu se une a la ONU.
- 1983: en Estados Unidos se realiza la pelea entre el boxeador peruano Orlando Romero (auspiciado por Guillermo Ganoza Vargas) y el estadounidense Ray Mancini.
- 1986: La banda musical británica Queen lanza su canción "Who Wants to Live Forever".
- 1986: en Chile sale a la venta el álbum Pateando piedras, de Los Prisioneros.
- 1995: se adopta la resolución de la ONU: Declaración y Plataforma de Acción de Beijing.
- 2005: en el estadio San Carlos de Apoquindo, la cantante Avril Lavigne se presenta por primera vez en Chile presentando The Bonez Tour.
- 2006: por segunda vez, Fidel Castro es elegido presidente del NOAL (Movimiento de Países No Alineados).
- 2008: en Morelia (México), explotan dos granadas de mano en plena ceremonia de la celebración del inicio del movimiento de independencia, causando 8 muertos y más de 130 heridos.
- 2008: en los Estados Unidos se declara en quiebra el banco de inversión Lehman Brothers, provocando una de las mayores crisis económica a nivel mundial de la historia.
- 2017: la nave espacial Cassini termina su misión en Saturno al internarse en la atmósfera de este planeta, luego de 13 años orbitando a su alrededor.
- 2017: la banda estadounidense Foo Fighters lanza su nuevo trabajo discográfico: Concrete and Gold.
- 2017: ocurrió el atentado de la estación de Parsons Green de Londres.
- 2022: El tenista suizo Roger Federer, considerado uno de los mejores de todos tiempos, anuncia su retiro.
- 2023: en México, se inaugura el primer tramo del Tren Interurbano México-Toluca "El Insurgente", desde Zinacantepec a Lerma, tras 9 años de construcción.
- 2023: En Corea del Sur debuta el grupo femenino Loossemble, con el primer EP del mismo nombre

## Nacimientos
- 973: Al-Biruni, escritor, historiador y explorador uzbeko (f. 1048).
- 1254: Marco Polo, viajero veneciano (f. 1324).
- 1613: François de La Rochefoucauld, escritor francés (f. 1680).
- 1666: Sofía Dorotea de Brunswick-Luneburgo, aristócrata alemana (f. 1726).
- 1739: Juan de Villanueva, arquitecto español (f. 1811).
- 1759: Cornelio Saavedra, militar argentino, primer presidente (f. 1829).
- 1789: James Fenimore Cooper, novelista estadounidense (f. 1851).
- 1810: Jerónimo Usera, religioso español, fundador de las Hermanas del Amor de Dios (f. 1891).
- 1811: Nicomedes Pastor Díaz, escritor español (f. 1863).
- 1828: Aleksandr Bútlerov, químico ruso (f. 1886).

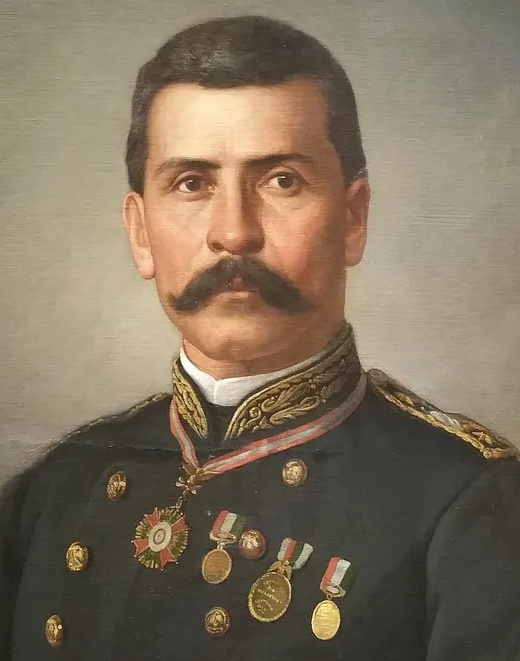
Porfirio Díaz Mori

- 1830: Porfirio Díaz, militar mexicano, 33.° presidente de México entre 1876, 1877-1880 y 1884-1911 (f. 1915).
- 1851: Manuel Curros Enríquez, escritor español (f. 1908).
- 1857: William Howard Taft, político estadounidense, presidente de los Estados Unidos entre 1909 y 1913 (f. 1930).
- 1857: Anna Winlock, astrónoma estadounidense (f. 1904).
- 1858: Charles de Foucauld, misionero y ermitaño francés en el Sahara (f. 1916).
- 1875: Alfredo Placencia, poeta y sacerdote mexicano (f. 1930).
- 1876: Sharat Chandra Chattopadhyay, novelista indio en lengua bengalí (f. 1938).
- 1876: Bruno Walter, director de orquesta y músico alemán (f. 1962).
- 1879: Joseph Lyons, político australiano (f. 1939).
- 1880: Chūjirō Hayashi, maestro japonés de reiki (f. 1940).
- 1881: Ettore Arco Isidoro Bugatti, constructor de automóviles Italiano (f. 1947).
- 1883: Esteban Terradas, matemático español (f. 1950).
- 1886: Paul Pierre Lévy, matemático francés (f. 1971).
- 1887: Carlos Dávila Espinoza, político chileno, presidente provisional en 1932 (f. 1955).
- 1888: Marcelino García Flamenco, maestro salvadoreño quemado vivo en Costa Rica (f. 1919).
- 1888: Antonio Ascari, piloto de carreras italiano (f. 1926).
- 1890: Agatha Christie, escritora británica de novelas de misterio (f. 1976).
- 1890: Frank Martin, compositor suizo (f. 1974).
- 1894: Jean Renoir, cineasta francés (f. 1979).
- 1896: Eduardo Lonardi, militar argentino (f. 1956).
- 1897: Mario Briceño Iragorry, abogado y político venezolano (f. 1958).
- 1903: Yisrael Kristal, supercentenario polaco-israelí (f. 2017).
- 1904: Humberto II, último rey de Italia (f. 1983).
- 1904: Ramón Areces, empresario español (f. 1989).
- 1906: Jacques Becker, cineasta francés (f. 1960).
- 1907: Fay Wray, actriz canadiense-estadounidense (f. 2004).
- 1909: Roberto Parada, actor chileno (f. 1986).
- 1911: José Muguerza Anitúa, futbolista español (f. 1984).
- 1914: Adolfo Bioy Casares, escritor argentino, premio Cervantes en 1990 (f. 1999).
- 1915: Dolores Marimón Navarro, política anarquista española (f. 2003).
- 1918: Ernesto Pinto Lagarrigue, ingeniero y político chileno (f. 1977).
- 1918: Margot Loyola, folclorista, compositora, guitarrista, pianista, recopiladora e investigadora del folclore chileno (f. 2015).
- 1919: Fausto Coppi, ciclista italiano (f. 1960).
- 1922: Bob Anderson, esgrimidor británico (f. 2012).
- 1922: Sergio de Castro, artista plástico y músico francoargentino (f. 2012).
- 1922: Vera Kashcheyeva, médica militar soviética (f. 1975).
- 1924: Lucebert, pintor y poeta neerlandés (f. 1994).
- 1926: Antonio Carrizo, locutor y presentador de radio y televisión argentino (f. 2016).
- 1926: Shohei Imamura, cineasta japonés (f. 2006).
- 1926: Jean-Pierre Serre, matemático francés.
- 1927: Norm Crosby, comediante estadounidense (f. 2020).
- 1927: Ricardo Miledi, neurocientífico mexicano (f. 2017).
- 1928: Cannonball Adderley, saxofonista estadounidense (f. 1975).
- 1929: Murray Gell-Mann, físico estadounidense, premio nobel de física en 1969 (f. 2019).
- 1929: Nena Jiménez, humorista colombiana (f. 2011).
- 1933: Rafael Frühbeck de Burgos, director de orquesta y músico español (f. 2014).
- 1933: Henry Darrow, actor estadounidense (f. 2021).
- 1933: Hugo Höllenreiner, sobreviviente del Holocausto nazi (f. 2015).
- 1935: Salvador Breglia, futbolista y entrenador paraguayo (f. 2014).
- 1937: Fernando de la Rúa, político y abogado argentino, presidente de Argentina entre 1999 y 2001 (f. 2019).
- 1937: Robert Lucas, economista estadounidense (f. 2023).
- 1938: Rafael Osuna, tenista mexicano (f. 1969).
- 1938: Lya Luft, escritora brasileña (f. 2021).
- 1940: Imelda Miller, cantante mexicana.
- 1941: Flórián Albert, futbolista húngaro (f. 2011).
- 1941: Mirosław Hermaszewski, militar y cosmonauta polaco (f. 2022).
- 1942: Emmerson Mnangagwa, político zimbabuense. Presidente de Zimbabue desde 2017.
- 1943: Juan José Camero, actor argentino.
- 1944: Yoweri Museveni, político y dictador ugandés.
- 1945: Narcís Martí Filosia, futbolista español.
- 1945: Ron Shelton, cineasta estadounidense
- 1945: Carmen Maura, actriz española.
- 1945: Jessye Norman, soprano estadounidense.

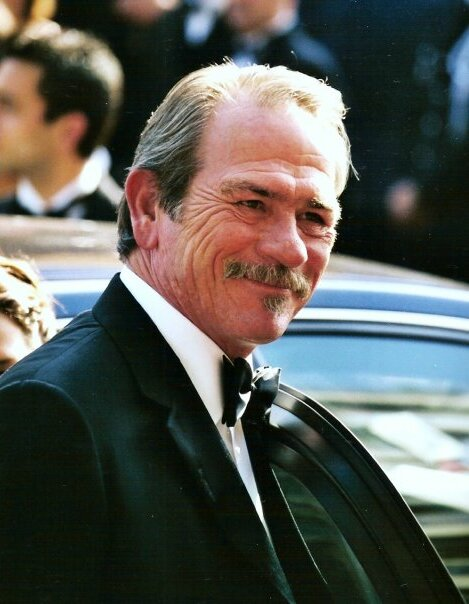
Tommy Lee Jones

- 1946: Tommy Lee Jones, actor estadounidense.
- 1946: Karmele Marchante, periodista española.
- 1946: Oliver Stone, cineasta estadounidense.
- 1947: Theodore Long, árbitro estadounidense de lucha libre.
- 1947: Eusebio Poncela, actor español.
- 1947: Meche Carreño‚ actriz mexicana (f. 2022).
- 1949: Fidel Castro Díaz-Balart, físico nuclear cubano (f. 2018).
- 1949: Pablo Rieznik, político, profesor universitario e investigador argentino (f. 2015).
- 1951: Federico Jiménez Losantos, periodista español.
- 1951: Johan Neeskens, futbolista neerlandés (f. 2024).

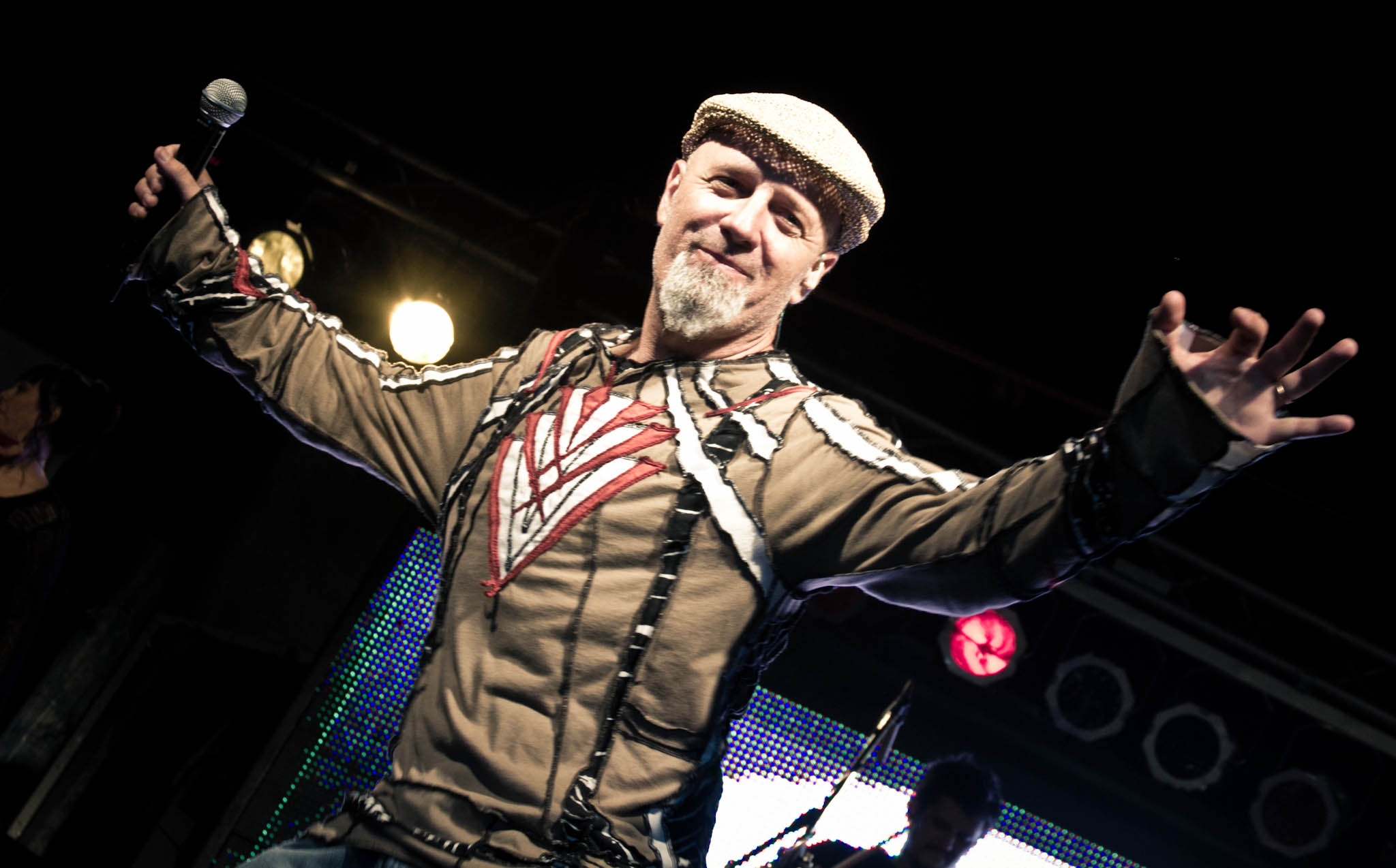
Gustavo Cordera

- 1953: Joaquín Oristrell, guionista de cine y cineasta español.
- 1954: Hrant Dink, periodista turco.
- 1954: Paweł Pawlikowski, cineasta polaco.

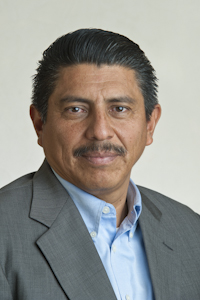
Salomón Jara Cruz

- 1959: Salomón Jara Cruz, político mexicano.
- 1960: Carlos Ramos Núñez, jurista, escritor e historiador peruano (f. 2021).
- 1961: Gustavo Cordera, cantante argentino, exlíder de Bersuit Vergarabat.
- 1961: Dan Marino, jugador estadounidense de fútbol americano.
- 1964: Robert Fico, primer ministro eslovaco.
- 1964: Doyle Wolfgang von Frankenstein, guitarrista estadounidense, de la banda punk The Misfits.
- 1965: Fernanda Torres, actriz brasileña.
- 1967: Jacky Detaille, karateca belga.
- 1968: Danny Nucci, actor austriaco.
- 1969: Roberto Solozábal, futbolista español.
- 1971: Josh Charles, actor estadounidense.
- 1971: Eduardo España, actor y comediante mexicano.
- 1971: Dairo Antonio Úsuga David, narcotraficante colombiano.
- 1972: Jimmy Carr, humorista británico antiteísta.
- 1972: Letizia Ortiz, reina consorte de España.
- 1973: Julie Cox, actriz británica.
- 1973: Daniel de Suecia, príncipe heredero consorte de Suecia.
- 1974: Marta Botía, cantante española, de la banda Ella Baila Sola.
- 1974: Dragan Ćirić, futbolista serbio.
- 1975: Joaquim Agostinho, futbolista portugués.

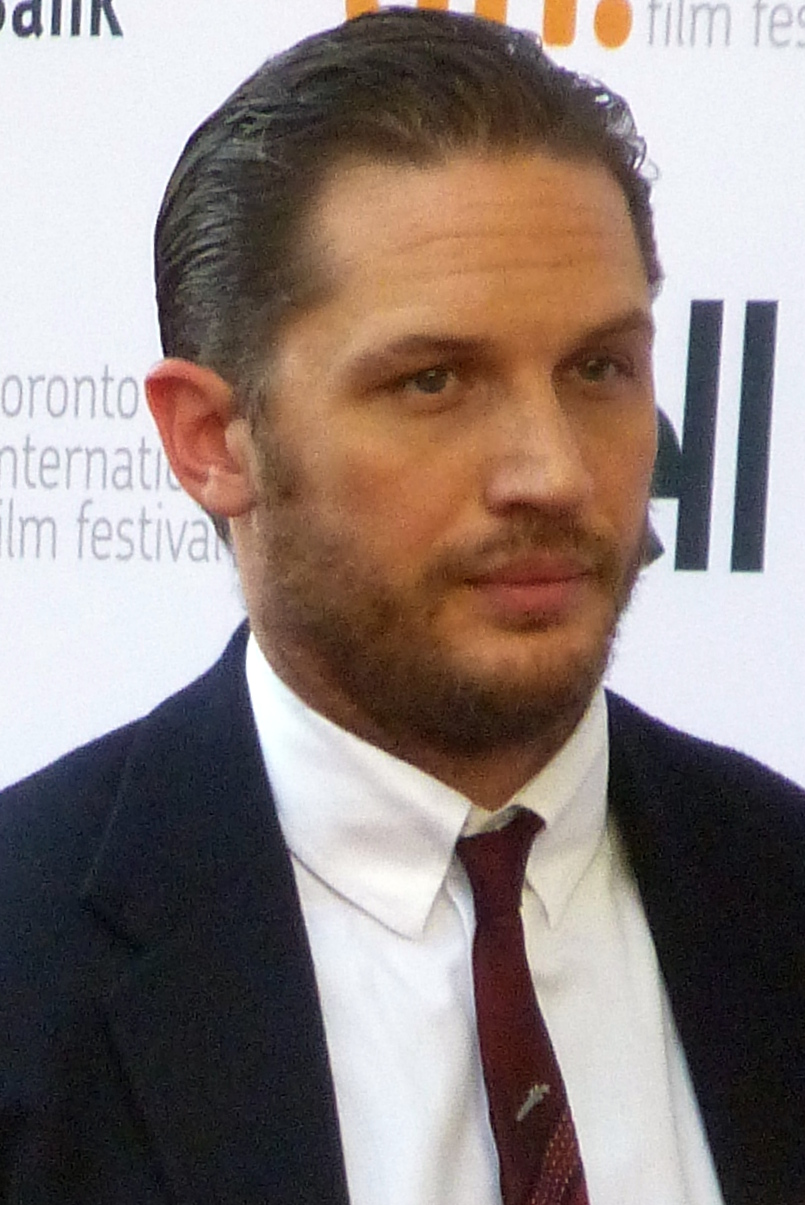
Tom Hardy.

- 1976: Paul Thomson, baterista británico, de la banda Franz Ferdinand.
- 1976: Tiko, futbolista español.
- 1976: Martijn Meerdink, futbolista neerlandés.
- 1977: Tom Hardy, actor británico.
- 1977: Jason Terry, baloncestista estadounidense.
- 1977: Takayuki Odajima, futbolista japonés.
- 1978: Eidur Gudjohnsen, futbolista islandés.
- 1978: Marko Pantelić, futbolista serbio.
- 1978: Hussein Yassin, futbolista yibutiense.
- 1979: Dave Annable, actor estadounidense.
- 1979: Amy Davidson, actriz estadounidense.
- 1979: Carlos Ruiz, futbolista guatemalteco.
- 1980: Mike Dunleavy, Jr., baloncestista estadounidense.
- 1980: Domenico Spada, boxeador italiano.
- 1980: Jolin Tsai, cantautora y empresaria taiwanesa.
- 1981: Ben Schwartz, actor, comediante y guionista estadounidense.
- 1981: Yosuke Nakata, futbolista japonés.
- 1981: Hayato Hashimoto, futbolista japonés.
- 1982: Per Nilsson, futbolista sueco.
- 1983: Tomáš Sivok, futbolista checo.
- 1983: Abdel-Hadi Al-Maharmeh, futbolista jordano.
- 1983: Saif Mohammed, futbolista emiratí.
- 1983: Laurence Kaapama, futbolista namibio (f. 2013).
- 1984: Maximiliano Biancucchi, futbolista argentino.
- 1984: Enrique de Sussex, príncipe británico. Duque de Sussex.
- 1984: Dekel Keinan, futbolista israelí.
- 1985: Kayden Kross, modelo estadounidense.
- 1985: Masaki Iida, futbolista japonés.
- 1986: Heidi Montag, actriz y cantante estadounidense.
- 1986: Jenna Marbles, youtuber estadounidense.
- 1986: Nayuha Toyoda, futbolista japonesa.
- 1986: Abdelrazaq Al-Hussain, futbolista sirio.
- 1987: Christian Cooke, actor británico.
- 1987: Aly Cissokho, futbolista francés.
- 1987: Omid Ebrahimi, futbolista iraní.
- 1988: Daniel Clark, baloncestista británico.
- 1988: Chelsea Staub, actriz y cantante estadounidense.
- 1988: Kenzo Taniguchi, futbolista japonés.
- 1988: John Bradley, actor británico.
- 1989: Archie Watkins, futbolista fiyiano.
- 1989: Henrique Dourado, futbolista brasileño.
- 1989: Khalid Eisa, futbolista emiratí.
- 1990: Carlos Hernández Alarcón, futbolista español.
- 1990: Darko Lazović, futbolista serbio.
- 1990: Aaron Mooy, futbolista australiano.
- 1990: Roy Jans, ciclista belga.
- 1991: Tristan Caruana, futbolista maltés.
- 1992: Mohammed Al-Breik, futbolista saudí.
- 1993: Anna Bongiorni, atleta italiano.
- 1993: Anderson Lopes, futbolista brasileño.
- 1993: Khadfi Mohammed Rharsalla, futbolista marroquí.
- 1993: Dennis Schröder, baloncestista alemán.
- 1994: Björn Engels, futbolista belga.
- 1994: David Goldar, futbolista español.
- 1994: Ricardo Horta, futbolista portugués.
- 1994: Ria Öling, futbolista finlandesa.
- 1995: Rafael Santos Borré, futbolista colombiano.
- 1995: David Raya, futbolista español.
- 1995: Walieldin Khedr, futbolista sudanés.
- 1996: Tomoya Kitamura, futbolista japonés.
- 1996: Jake Cherry, actor estadounidense.
- 1997: Leonardo Candellone, futbolista italiano.
- 1997: Àlex Carbonell, futbolista español.
- 1997: Anna-Maria Alexandri, nadadora sincronizada austriaca.
- 1997: Eirini-Marina Alexandri, nadadora sincronizada austriaca.
- 1997: Vasiliki Alexandri, nadadora sincronizada austriaca.
- 1997: Song Jiayuan, atleta china.
- 1998: Jon Morcillo, futbolista español.
- 1998: Quenton Jackson, baloncestista estadounidense.
- 1998: Emmitt Williams, baloncestista estadounidense.
- 1999: Jaren Jackson Jr., baloncestista estadounidense.
- 1999: Davide Marfella, futbolista italiano.
- 1999: Daigo Furukawa, futbolista japonés.
- 1999: Nana Ōwada, idol, cantante y actriz japonesa.
- 2000: Lee Felix, cantante, rapero y bailarín australiano integrante del grupo Stray Kids
- 2000: Lee Chae-min, actor surcoreano.
- 2000: José Luis Faura Asensio, ciclista español.

## Fallecimientos
- 668: Constante II, emperador bizantino (n. 630).
- 1231: Luis I, aristócrata bávaro (n. 1173).
- 1700: André Le Nôtre, arquitecto francés (n. 1613).
- 1748: Dorotea Sofía de Neoburgo, aristócrata alemana (n. 1670).
- 1832: Domingo de Monteverde, militar, político y administrador colonial español (n. 1773).
- 1842: Francisco Morazán, político y militar centroamericano (n. 1792).
- 1842: Pierre Baillot, violinista y compositor francés (n. 1771).
- 1859: Isambard Kingdom Brunel, ingeniero británico (n. 1806).
- 1864: John Hanning Speke, explorador británico (n. 1827).
- 1877: Ponciano Ponzano, escultor español (n. 1813).
- 1883: Joseph-Antoine Ferdinand Plateau, físico belga (n. 1801).
- 1885: Juliusz Zarębski, pianista y compositor polaco (n. 1854).
- 1918: José de Jesús Sánchez Carrero, oficial de la Legión Extranjera venezolano (n. 1879)
- 1926: Rudolf Eucken, escritor y filósofo alemán, premio nobel de literatura en 1908 (n. 1846).
- 1938: Thomas Wolfe, escritor estadounidense (n. 1900).
- 1942: Gabriel Terra, abogado y político uruguayo (n. 1873).
- 1945: Anton Webern, compositor austríaco (n. 1883).
- 1945: Harry Daghlian, físico estadounidense, fallecido en un accidente nuclear (n. 1921).
- 1947: Frederick Russell Burnham, explorador militar estadounidense (n. 1861).
- 1949: Emiliano R. Fernández, poeta y músico paraguayo (n. 1894).
- 1951: Jacinto Guerrero, compositor de zarzuela español (n. 1895).
- 1953: Erich Mendelsohn, arquitecto estadounidense (n. 1887).
- 1953: Isaías Medina Angarita, militar y político venezolano, presidente de Venezuela (n. 1897)
- 1959: Primitivo Hernández Sampelayo, ingeniero español (n. 1880).
- 1968: José Kentenich, fundador de Schönstatt (n. 1885).
- 1972: Ásgeir Ásgeirsson, político islandés, segundo presidente del país (n. 1894).
- 1973: Ramón de la Fuente Leal, futbolista español (n. 1907).
- 1974: Luis Alberto del Paraná, músico y compositor paraguayo (n. 1926).
- 1975: Carlos Conti, dibujante español (n. 1916).
- 1977: Roberto Kinsky, director de orquesta y pianista húngaro-argentino (n. 1910).
- 1978: Pedro Avilés Pérez, narcotraficante mexicano, fundador del Cartel de Sinaloa (n. 1931).
- 1980: Bill Evans, pianista estadounidense de jazz (n. 1929).
- 1987: Pablo Quiroga Treviño, abogado y político mexicano (n. 1903).
- 1993: Francisco Medina Ascencio, político mexicano (n. 1910).
- 1994: Emilio Vidal, actor y humorista uruguayo (n. 1918).
- 1995: Gunnar Nordahl, futbolista sueco (n. 1921).
- 1999: Jesús Antonio Bejarano Ávila, economista colombiano (n. 1946).

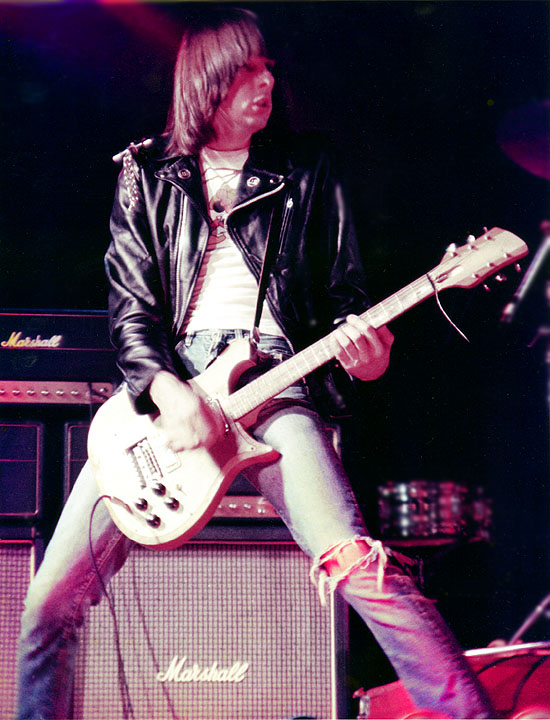
Johnny Ramone

- 1999: Juan Carlos Colman, futbolista argentino (n. 1922).
- 1999: Mario Ruiz Massieu, político mexicano (n. 1950).
- 2004: Johnny Ramone, guitarrista estadounidense, de la banda Ramones (n. 1948).
- 2005: Guy Green, cineasta estadounidense (n. 1913).[3]
- 2006: Oriana Fallaci, escritora y periodista italiana (n. 1929).
- 2006: Pablo Santos, actor mexicano (n. 1987).
- 2007: Aldemaro Romero, director de orquesta, compositor y músico venezolano (n. 1928).
- 2007: Colin McRae, piloto de rally escocés (n. 1968).
- 2007: Generoso Jiménez, trombonista cubano (n. 1917).
- 2008: Richard Wright, tecladista británico, de la banda Pink Floyd (n. 1943).
- 2012: Olga Ferri, bailarina argentina (n. 1928).
- 2013: Lily Sullos (Lenke Süllős), astróloga argentina de origen húngaro (n. 1928).
- 2014: Francisco Dotras Lamberti, diplomático, empresario, pintor, escritor y locutor español (n. 1921).
- 2017: Harry Dean Stanton, actor estadounidense (n. 1926).
- 2017: María Cristina Arango de Pastrana, primera dama de Colombia 1970-1974 (n. 1928).
- 2017: Violet Brown, supercentenaria jamaiquina (n. 1900).
- 2018: José Manuel de la Sota, político argentino (n. 1949).
- 2019:
  - Andrés Sardá Sacristán, ingeniero textil y diseñador de moda español, creador de Andrés Sardá (n. 1929).
  - Ric Ocasek, cantante y compositor estadounidense (n. 1944).
- 2021:
  - Fernando Mario Chávez Ruvalcaba, sacerdote y obispo mexicano (n. 1932).
  - Žana Lelas, baloncestista yugoslava (n. 1970).
- 2022: Diana Maggi (97), actriz argentina de origen italiano (n. 1925)
- 2023: Fernando Botero Ángulo (91), Famoso artista Colombiano, reconocido mundialmente (n. 1932)
- 2024: Carlos José Reyes Posada, (83) fue un dramaturgo, guionista, investigador y teórico teatral, considerado uno de los pioneros del teatro moderno en Colombia (n. 1941)

## Celebraciones
- Día Internacional de la Democracia.
- Día Mundial de Concientización sobre el Linfoma.[4] Es un tipo de cáncer de la sangre que se desarrolla en el sistema linfático y afecta fundamentalmente a los linfocitos, que son un tipo de glóbulo blanco.
- Día de Greenpeace. Se celebra la fundación de esta organización el 15 de septiembre de 1971. Greenpeace (del inglés green 'verde' y peace 'paz'), es una organización ambientalista internacional de defensa de los derechos ecológicos.
- Día Mundial del Reggaetón. Se celebra desde el concierto que se realizó esta fecha del 2007 en el estadio de Puerto Rico, con Vico C, Don Omar, Zion, Ruben DJ, Brewley MC, Lisa M y Big Boy.
- Día Internacional del Punto (en inglés: International Dot Day). Para celebrar la creatividad, la expresión y el arte; el potencial que todos y todas poseemos, en homenaje el libro infantil The Dot (El Punto) de Peter H. Reynolds.
- Día Internacional del Chizito.[5] Conmemora la fecha en la que, según registros anecdóticos, se produjo el primer lote de estos snacks.
- Día Mundial del Cabello o Peinado Afro (en inglés: World Afro Day).
- Día Europeo de la Salud Prostática.[6]

Compartidas
- Guatemala,  El Salvador,  Honduras,  Nicaragua y  Costa Rica
  - Día de la Independencia.

 Por países
(Por orden alfabético)
- Argentina:
  - Día de la Flor.[7]Con la llegada de la Primavera en el Hemisferio Sur aparecen las primeras floraciones, por ello se celebra este día. La Fiesta Nacional de la Flor se celebra en Escobar, Buenos Aires, desde la última semana de septiembre hasta mediados de octubre. (No confundir con el Día de la Flor Nacional: la flor del Ceibo, que se celebra el 22 de noviembre).
  - Día del Profesional Universitario Argentino.[8] En 1976, la Confederación General de Profesionales de la República Argentina (CGP) resolvió instituir el 15 de septiembre como fecha que simboliza la fuerza del movimiento profesional en defensa de los derechos de los graduados y de toda la sociedad.
  - Día de la Magistratura y la Función Judicial.[9] En conmemoración a la Primera Convención Constituyente que nucleó a Magistrados de todo el país y que dio nacimiento a la Federación Argentina de la Magistratura y Función Judicial (FAM), que inició sus actividades el 15 de septiembre de 1966 (hace ya 58 años y 11 meses) en la ciudad de San Nicolás de los Arroyos.[10]
  -  Misiones: 
    - Día Provincial de la Adopción.[11]

- Azerbaiyán:
  - Día del Conocimiento.

- Chile:
  - Día Nacional de la Cultura Folclórica.[12]

- Colombia:
  - Día del Gerontólogo.

- Estados Unidos:
  - Comienzo del Mes Nacional de la Herencia Hispana (en inglés: National Hispanic Heritage Month). Celebración del 15 de septiembre al 15 de octubre, en que se reconoce las contribuciones e influencia de los hispanos en la historia, la cultura y los logros de los Estados Unidos. Se celebra desde 1968, cuando se creó la Semana de la Herencia Hispana bajo el presidente Lyndon B. Johnson. Luego, en 1988, el presidente Ronald Reagan lo amplió para abarcar un mes completo.
  - Día Nacional del Tostado de Queso.
  - Día Nacional de la Hamburguesa Doble con Queso.
  - Día Nacional del Aprendizaje en Línea (en inglés: Online Learning Day).

- India:
  - Día del Ingeniero.

- México:
  - Aniversario del Grito de Dolores es con lo que dio el Inicio de la Guerra de Independencia de México.

- Reino Unido:
  - Día de la Batalla de Inglaterra.

- Tailandia:
  - Día de Silpa Bhirasri.

### Santoral católico
- Señor y Virgen del Milagro.
- Nuestra Señora de los Dolores.
- San Nicomedes de Roma, mártir.
- San Valeriano de Tournus, mártir.

Señor y Virgen del Milagro en la Catedral Basílica de Salta.

- Santos Estratón, Valerio, Macrobio y Gordiano de Tomi, mártires (s. IV).
- San Nicetas Godo, mártir (370).
- San Alpino de Lyon, obispo (s. IV).
- San Apro de Toul, obispo (s. VI).
- San Aicadro de Jumieges, abad (s. VII).
- Santos Emilas y Jeremías de Córdoba, mártires (852).
- Beato Rolando de Médicis, anacoreta (1386).
- Santa Catalina Fieschi, viuda (1510).
- Beato Camilo Costanzo, presbítero y mártir (1622).
- Beatos Juan Bautista y Jacinto de los Ángeles, mártires (1700).
- Beato Antonio María Schwartz, presbítero (1929).
- Beato Pascual Penadés Jornet, presbítero y mártir (1936).
- Beato Ladislao Miegon, presbítero y mártir (1942).
- Beato Pablo Manna, presbítero (1952).